# Jàk Territorial Park
Der Jàk Territorial Park ist ein Provinzpark im Nordwesten des kanadischen Nordwest-Territoriums. Abweichend von den meisten anderen kanadischen Provinzen, werden die Provinzparks im Nordwest-Territorium als Territorial Park bezeichnet. Er liegt nördlich des Polarkreises und ist, nach dem nur leicht nördlich gelegenen Happy Valley Territorial Park, der nördlichste der Territorial Parks in den Nordwest-Territorien. Nur diese beiden Territorialparks liegen so weit im Norden des Territoriums.
Der Park liegt im Delta des Mackenzie River, südlich von Inuvik am Dempster Highway (Northwest Territories Highway 8) nach Fort McPherson und Dawson. Westlich des Parks liegen die Richardson Mountains.
Der Park hat 36 (teilweise reservierbare) Stellplätze für Wohnmobile und Zelte und verfügt über Sanitäranlagen mit Dusche. Außerdem gehört eine sogenannte Day Use Area zum Park.